# Gyromitra esculenta
Gyromitra esculenta /ˌdʒaɪr[invalid input: 'ɵ']ˈmaɪtrə ˌɛskj[invalid input: 'ʉ']ˈlɛntə/, hay còn được gọi là Nấm não vì bề mặt xoắn của nó giống não người và có thể gây chết người khi ăn sống vì nấm này có chứa chất gyromitrin, khi vào cơ thể người sẽ chuyển hóa thành monomethylhydrazine (MMH). Độc tố nói trên ảnh hưởng chủ yếu đến gan, đôi khi tác động đến hệ thần kinh và thận. Người bị trúng độc có triệu chứng thường gặp như tiêu chảy, nôn mửa, chóng mặt, đau đầu. Trong trường hợp xấu nhất, người trúng độc sẽ hôn mê sâu và chết sau 1 tuần. Loài nấm này phân bố khắp châu Âu và Bắc Mỹ. Nó mọc trên đất cát dưới cây tùng bách vào mùa xuân và đầu mùa hè, tai nấm có hình thù như não màu nâu đậm có thể cao 10 cm và rộng 15 cm. Loại nấm này là thực phẩm phổ biến ở Scandinavia, Đông Âu, và Ngũ Đại Hồ của Bắc Mỹ. Nó bị cấm bán cho công chúng ở Tây Ban Nha. Nấm tươi có thể được bán ở Phần Lan nhưng phải kèm theo khuyến cáo và chỉ dẫn sử dụng.Còn nếu nấu chín và chế biến đúng cách thì có hương vị rất ngon
Có thể dùng nước đun sôi để làm giảm độc tính của nấm.